# Nils Hedberg (språklärare)

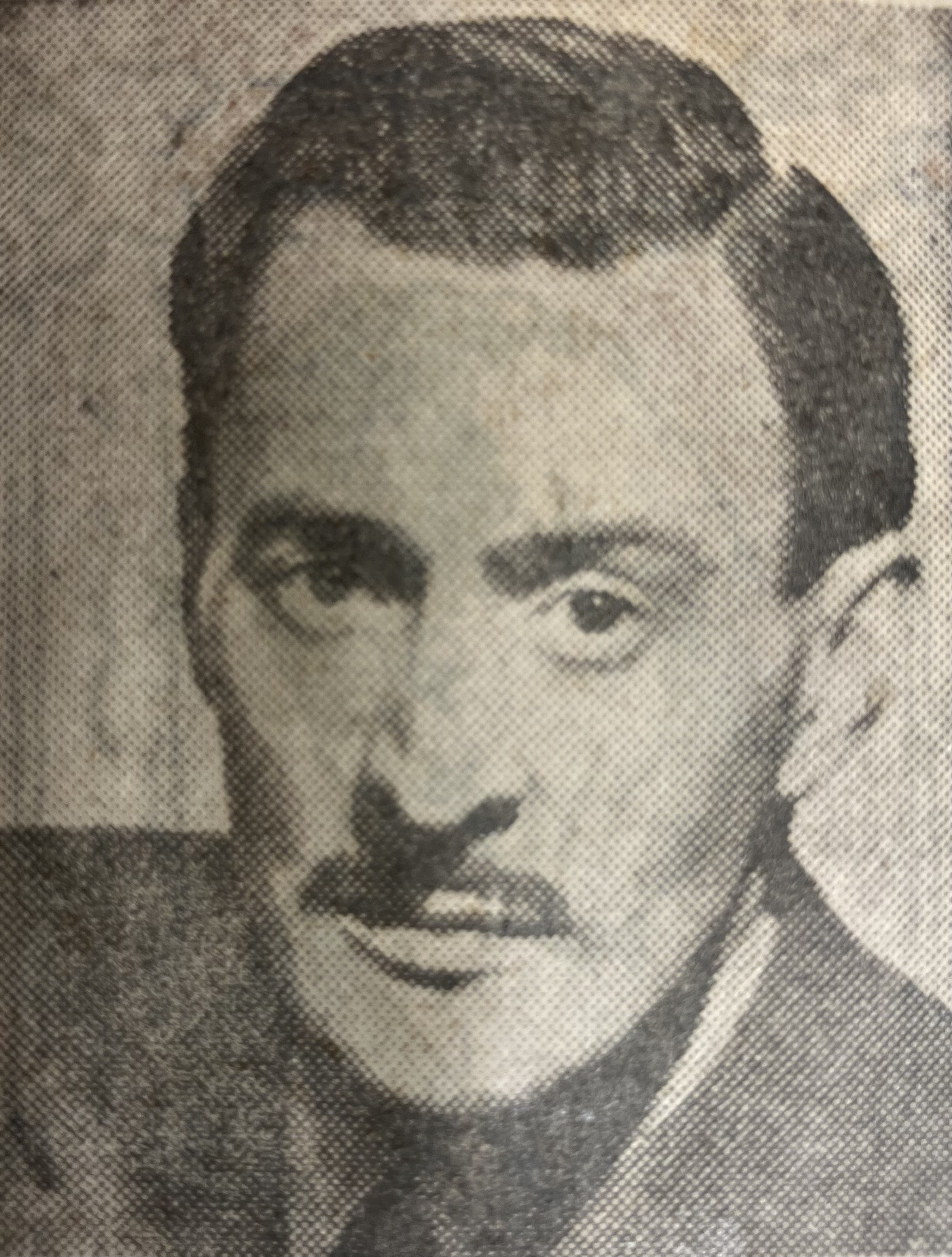
Nils Hedberg

Nils Hedberg, född 11 mars 1903 i Järbo socken, Gästrikland, död 24 november 1965 i Göteborg, var en svensk språklärare.
Nils Hedberg var son till konstnären Ecke Hedberg och Anna Elisabeth Wahlström. Efter studentexamen 1921 inskrevs han vid Stockholms högskola och blev därefter 1926 student vid Uppsala universitet, där han 1927 avlade en filosofie kandidatexamen. Hedberg var 1931–1943 lektor i spanska och 1936–1943 i ryska vid Göteborgs handelshögskola. Han blev 1933 förstelärare vid Göteborgs högskola. 1935-1943 var Hedberg sekreterare vid Göteborgs handelshögskola. Han företog under 1930-talet studier vid universiteten i Paris, Grenoble, Rom, Bologna, London och Heidelberg och tjänstgjorde då även hos olika bokhandlare. Han företog även studieresor till Hamburg och Argentina, vilket inspirerade honom till att efter förebild från Hamburg 1939 grunda den Ibero-amerikanska institutionen vid Göteborgs handelshögskola.
Nils Hedberg var 1940-1943 extraordinarie lärare i spanska och 1941-1943 i ryska vid Göteborgs högskola, och fungerade med sin kännedom om Latinamerika 1943–1946 som tillförordnad pressattaché i Buenos Aires, Lima och Santiago de Chile. Han arbetade 1944–1947 och 1949 även för Radiotjänst. Hedberg blev 1947 pressattaché i Mexiko och Centralamerika samt svensk observatör vid Unescos generalförsamling i Mexico. Från 1950 arbetade han för Pan American Union. Nils Hedberg blev 1964 filosofie hedersdoktor vid Göteborgs universitet.

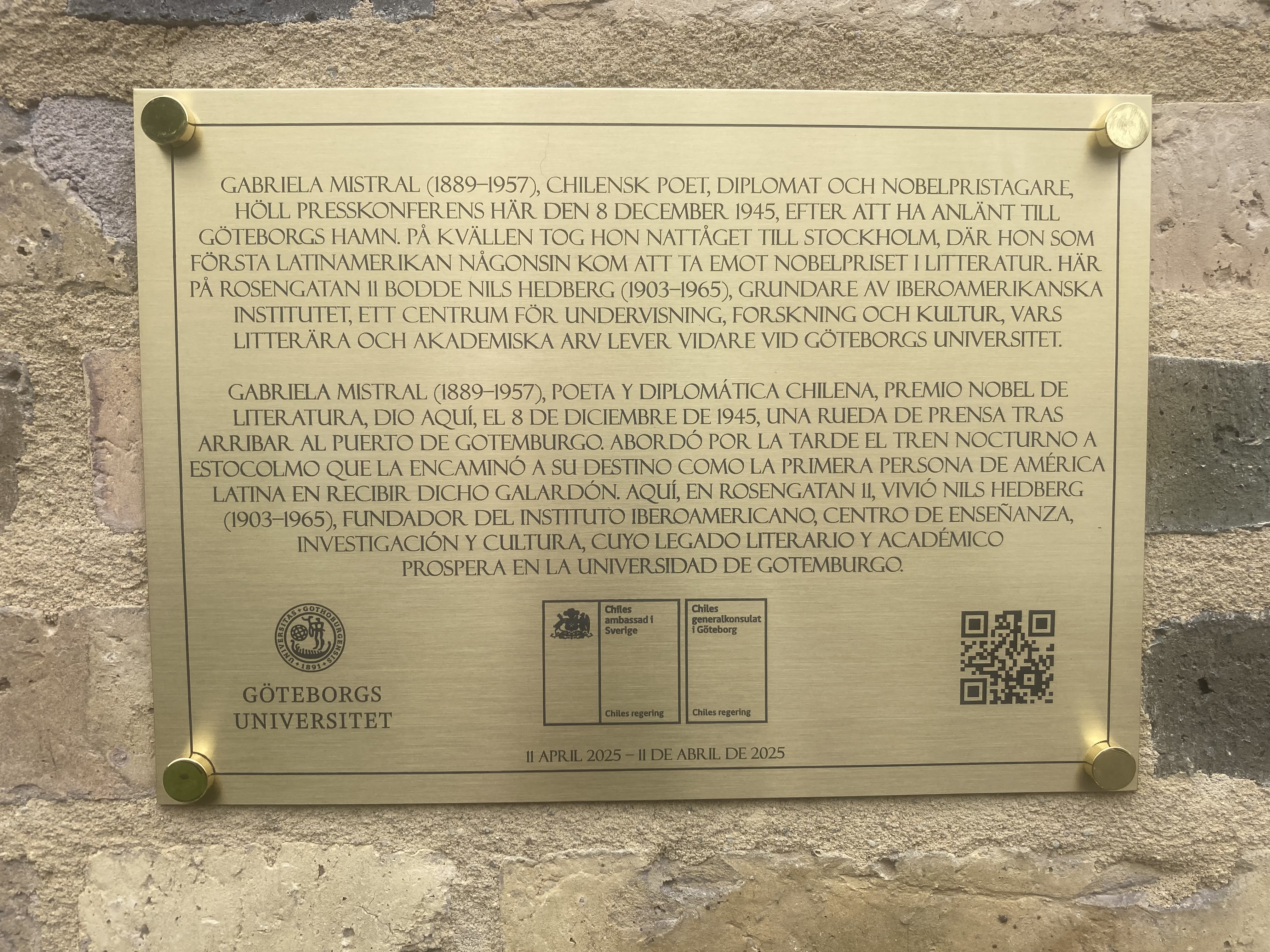
Minnesskylt vid Nils Hedbergs hem på Rosengatan i Göteborg, som också uppmärksammar den chilenska poeten Gabriela Mistrals besök på adressen.

Nils Hedberg var gift med Marianne Hedberg (1911–1989) och de ligger begravda på Västra kyrkogården i Göteborg.